# Glenea chrysomaculata
Glenea chrysomaculata là một loài bọ cánh cứng trong họ Cerambycidae.